# Rafael Vilallonga
Pour les articles homonymes, voir Vilallonga (homonymie).
Rafael Vilallonga Morales né le 28 novembre 2001, est un joueur espagnol de hockey sur gazon. Il évolue au RC Jolaseta et avec l'équipe nationale espagnole.

## Carrière
Il a débuté en équipe première le 5 février 2022 contre l'Angleterre à Valence lors de la Ligue professionnelle 2021-2022.